# Елдар Гансен
Елдар Гансен (норв. Eldar Hansen, нар. 7 листопада 1941, Тронгейм) — норвезький футболіст, що грав на позиції нападника за «Русенборг» і національну збірну Норвегії.
По завершенні ігрової кар'єри — спортивний функціонер, протягом 1980—1987 років був президентом Норвезької футбольної асоціації.

## Клубна кар'єра
У дорослому футболі дебютував 1959 року виступами за команду клубу «Русенборг», кольори якої і захищав протягом усієї своєї кар'єри гравця, що тривала десять років.  За цей час двічі виборював титул володаря Кубка Норвегії, ставав чемпіоном країни.

## Виступи за збірну
Влітку 1961 року провів свою єдину офіційну гру у складі національної збірної Норвегії, вийшовши на поле у грі проти збірної СРСР (поразка 2:5), в якій забив один з голів своєї команди.

## Титули і досягнення
- Володар Кубка Норвегії (2):

«Русенборг»: 1960, 1964
- Чемпіон Норвегії (1):

«Русенборг»: 1967